# Il viaggio di mamma Krause verso la felicità
Il viaggio di mamma Krause verso la felicità (Mutter Krausens Fahrt ins Glück) è un film muto del 1929 diretto da Phil Jutzi.

## Trama
"Mamma" Krause è una donna anziana che vive nel quartiere popolare di Wedding, nella Berlino della fine degli anni ’20, con i figli Paul ed Erna. Con loro condividono due stanze un inquilino senza scrupoli, la sua compagna, prostituta, e la figlioletta di quest’ultima. 
"Mamma" Krause lavora instancabilmente come giornalaia per mantenere la famiglia ma il suo guadagno è misero e ogni sforzo per preservare un minimo di dignità è minato dalla miseria e dai comportamenti di chi le sta accanto. Paul, giovane irrequieto, privo di ambizione e dedito all’alcol, ruba parte del denaro della madre per dissiparlo in una birreria, finendo per essere coinvolto in attività criminali sotto l’influenza dell’inquilino. Erna, invece, cerca di difendersi dalle attenzioni indesiderate di quest'ultimo e trova una via di fuga nell’amore per Max, un operaio comunista che le apre un orizzonte di speranza, facendole conoscere anche la militanza politica attraverso una manifestazione politica.
Le tensioni esplodono quando Paul ruba dei soldi dalla cassa dei giornali e li spende bevendo con gli amici. Alla donna viene, quindi, imposto di restituire la somma entro il pomeriggio. L'accaduto spinge la donna in un vortice di angoscia, costringendola a impegnare gli ultimi beni di casa e a mendicare aiuti che nessuno può o vuole darle. Erna, spinta dalla necessità, prende in considerazione l’idea di prostituirsi ma desiste e fugge, cercando rifugio nell’affetto di Max. Tuttavia, la crisi familiare peggiora: durante una festa popolare che mostra il volto caotico e vitale del proletariato berlinese, Max abbandona Erna in un impeto di gelosia dopo le vanterie dell’inquilino, salvo poi, grazie a un compagno, rivedere le proprie posizioni e riconciliarsi con lei. Il dramma raggiunge il culmine quando Paul partecipa a un furto e viene arrestato. "Mamma" Krause, ormai sola e senza via d’uscita, prende una decisione estrema, che coinvolge anche la piccola figlia della prostituta.

## Produzione
Il film fu prodotto dalla Prometheus-Film-Verleih und Vertriebs-GmbH.

## Distribuzione
Distribuito dalla Prometheus-Film-Verleih und Vertriebs-GmbH, il film fu presentato in prima all'Alhambra di Berlino il 30 dicembre 1929.

### Critica
"Jutzi non esita a chiudere i suoi personaggi in una cornice claustrofobica, un piccolo appartamento nei quartieri proletari di Berlino, emblema di un mondo che imprigiona i suoi abitanti inchiodandoli alla loro condizione sociale: qui, presa all'interno di un'eterna guerra tra poveri, la famiglia Krause sembra destinata fin dall'inizio a precipitare nel baratro della disillusione".
"Jutzi girò forse il capolavoro del 'cinema proletario', riuscendo a consegnare una prova maiuscola del suo talento narrativo, non compromessa dalla presenza di un eroe positivo appena abbozzato né dall'happy end politico un po' posticcio".